# Mannasødgræs
Mannasødgræs (Glyceria fluitans), ofte skrevet manna-sødgræs, er en op til 1 meter høj, kraftigt voksende græsart med en krybende vækst, i roligt vand med svømmende blade. Frøene har en sød smag, og de har været høstet og brugt til madlavning i tidligere tid.

## Beskrivelse
Mannasødgræs er en græsart med nedliggende og i roligt vand svømmende vækst. Stænglerne er runde og forsynet med knæ ved hvert bladfæste. Bladene er linjeformede og flade med bådformet spids, hel rand og tydelig midterribbe. Begge bladsider er lysegrønne. Blomstringen foregår i juni-juli, hvor man finder blomsterne i form af en endestillet top, der består af 1-3 grene med småaks. Blomsterne er uden stak, men stærkt reducerede, som det er almindeligt blandt græsserne. Frugterne er nødder med et kort dækblad.
Rodsystemet er trævlet med underjordiske udløbere og rodslående skud.
Højde x bredde og årlig tilvækst: 1,00 x 1,00 m (100 x 100 cm/år).

## Hjemsted
Mannasødgræs er udbredt i Nordafrika, Lilleasien, Kaukasus og det meste af Europa. I Danmark er den almindelig over hele landet, hvor den findes i fugtige enge og langs bredderne af vandløb og søer. Arten er knyttet til lysåbne eller let skyggede, fugtige til våde og oversvømmede voksesteder med iltfattig og neutral til sur jordbund. Planten findes karakteristisk i det forbund af plantesamfund, der kaldes Glycerio-Sparganion.
I Sjørup Skov ca. 20 km vest for Viborg findes en afdeling, 211 hj, som er en gammel tørvegrav. Den er senest gravet ud til sø i 1970. Her findes arten sammen med bl.a. blåtop, alm. jomfruhår, bredbladet dunhammer, bredbladet mangeløv, dunbirk, grå star, gråpil, lysesiv, næbstar og tuekæruld

## Anvendelse
Kernerne indeholder en sødtsmagende stivelse, og de har tidligere været høstet fra islagte søer og vandløb til brug i madlavningen
| Portal | Portal:Botanik |